# Aulacomerus lucidus
Aulacomerus lucidus – gatunek błonkówki z rodziny Pergidae.

## Taksonomia
Gatunek ten został opisany w 1882 roku przez Williama Kirby'ego pod nazwą Loboceras lucidum.
Jako miejsce typowe podano "Amazonię" w Brazylii. Syntypem była samica. W 1883 roku Peter Cameron opisał ten sam gatunek pod nazwą Loboceras fuscipenne (miej. typ. miasto David w Panamie, syntypem był samiec), zaś w 1903 Konow opisał go pod nazwą Loboceros frater (miej. typ. Vilcanota w Peru, lektotypem, wyznaczonywm w 1990 przez Davida Smitha była samica). W 1990 David Smith, zsynonimizował oba te gatunki z L. lucidum i przeniósł go do rodzaju Aulacomerus.

## Zasięg występowania
Ameryka Południowa i Północna, znany z Boliwii, Brazylii (stany Amazonas i Pará w płn. części kraju), Peru, Wenezueli Kolumbii, Panamy, Kostaryki oraz Meksyku.